# Phaeochrous gigas
Phaeochrous gigas är en skalbaggsart som beskrevs av Henri Schouteden 1918. Phaeochrous gigas ingår i släktet Phaeochrous och familjen Hybosoridae. Inga underarter finns listade i Catalogue of Life.